# The Adventures of François Villon
The Adventures of François Villon são uma série de quatro filmes lançados em 1914, dirigido por Charles Giblyn e apresentando Murdock MacQuarrie como François Villon. Os quatro filmes são The Oubliette, The Higher Law, Monsieur Bluebeard e Ninety Black Boxes.[carece de fontes?]